# Tom Sluby
 (octobre 2019).
Si vous disposez d'ouvrages ou d'articles de référence ou si vous connaissez des sites web de qualité traitant du thème abordé ici, merci de compléter l'article en donnant les références utiles à sa vérifiabilité et en les liant à la section « Notes et références ».
Pour les articles homonymes, voir Sluby.
Tom Griffin Sluby, né le 18 février 1962 à Washington, est un joueur américain de basket-ball.
Sélectionné à la Draft 1984 de la NBA par les Mavericks de Dallas, il joue avec cette franchise de 1984 à 1985.